# Ormebacka
Ormebacka är en urgammal tingsplats på Orust.
Här avrättade skarprättaren Johannes Jansson från Göteborg den 27 maj 1857 sjömannen Johannes Johansson från Hälsön, Stala socken på Orust som dömts för mord.